# Walter Fernandez
Walter Fernandez (ur. 20 sierpnia 1965) – szwajcarski piłkarz, w trakcie kariery piłkarskiej grający na pozycji obrońcy.

## Kariera piłkarska

### Klub
Fernandez profesjonalną karierę piłkarską zaczynał w klubie Lausanne Sports. Po siedmiu latach przeniósł się do Neuchâtel Xamax. Kolejnymi klubami, w których występował były FC Lugano, Servette FC i ponownie FC Lugano.

### Reprezentacja
W 1995 Fernandez rozegrał 3 mecze w reprezentacji Szwajcarii, w których zdobył jedną bramkę. W kadrze zadebiutował 8 marca 1995 roku w towarzyskim meczu przeciwko reprezentacji Grecji, w którym zdobył bramkę..